# 村上善男
村上 善男（むらかみ よしお、1933年3月14日 - 2006年5月4日）は、日本の画家・現代美術家。岩手県盛岡市出身。岩手大学学芸学部卒業。弘前大学名誉教授。

## 人物・経歴
岡本太郎に師事。1953年に二科展に初入選。1960年、第4回シェル美術賞展で佳作。東北を拠点に前衛美術家として活動した。また、詩人としての執筆活動もある。
2006年5月4日に心不全で死去。享年73。